# NGC 511
NGC 511 es una galaxia elíptica de la constelación de Piscis. 
Fue descubierta el 26 de octubre de 1876 por el astrónomo Édouard Jean-Marie Stephan.